# Adenomera engelsi
Adenomera engelsi es una especie de anfibio anuro de la familia Leptodactylidae.

## Distribución geográfica
Esta especie es endémica del estado de Santa Catarina en Brasil. Se encuentra desde el nivel del mar hasta 900 m sobre el nivel del mar en la isla de Santa Catarina y en el continente en las regiones de Florianópolis y en el sur del valle del río Itajaí.

## Etimología
Esta especie lleva el nombre en honor a Wolf Engels.

## Publicación original
- Kwet, Steiner & Zillikens, 2009: A new species of Adenomera (Amphibia: Anura: Leptodactylidae) from the Atlantic rain forest in Santa Catarina, southern Brazil. Studies on Neotropical Fauna and Environment, Ámsterdam, vol. 44, p. 93-107.[3]